# James Pleasants
James Pleasants Junior (1769 – 1836) è stato un politico statunitense.

## Biografia
Fu il ventiduesimo governatore della Virginia. Nato e morto nello stato della Virginia (infatti trovò i natali nella contea di Powhatan mentre la morte lo colse nella contea di Goochland, venne sepolto nella sua tenuta).
Frequentò il college di William e Mary. Fu anche rappresentante della Virginia al senato dal 14 dicembre 1819 al 15 dicembre 1822.